# Lurago Marinone
Lurago Marinone är en ort och kommun i provinsen Como i regionen Lombardiet i Italien. Kommunen hade 2 626 invånare (2018).